# Operazione Stella Polare
L'operazione Stella Polare (in russo Операция Полярная звезда, Operatsia Polyarnaya Zvezda) è stata un'operazione militare condotta congiuntamente dal Fronte di Leningrado, dal Fronte di Volkhov e dal Fronte Nordoccidentale tra il febbraio ed il marzo 1943. L'operazione venne pianificata dal generale Georgy Zhukov sulla scia dei successi militari conseguiti con la precedente operazione Iskra. Essa prevedeva la messa in atto di due operazioni di accerchiamento in simultanea, una a nord verso la città di Mga ed una a sud verso la città di Demyansk.
L'operazione riuscì nella riconquista del saliente di Demyansk ma risultò un fallimento nell'accerchiamento delle truppe tedesche del Gruppo Armate Nord. L'accerchiamento sul versante nord fu infatti fallimentare senza alcun guadagno territoriale.

## La battaglia
Il successo da parte tedesca dell'evacuazione del saliente di Demyansk prima della battaglia aveva accorciato la linea del fronte abbastanza per costruire nuove linee difensive ed arrestando l'eventuale offensiva sovietica. Per quanto Zhukov avesse tentato di rinforzare l'offensiva nel mese di marzo, era ormai chiaro che la sua avanzata si sarebbe arrestata. Lo sciogliersi dei ghiacci e della neve in primavera avrebbe segnato la fine degli scontri maggiori lungo tutto il Fronte Orientale fino al mese di luglio. La linea difensiva del Gruppo Armate Nord sarebbe stata spezzata nel gennaio del 1944 con l'offensiva Leningrado-Novgorod.